# Oligotrichum cavallii
Oligotrichum cavallii är en bladmossart som beskrevs av G. L. Smith 1971. Oligotrichum cavallii ingår i släktet Oligotrichum och familjen Polytrichaceae. Inga underarter finns listade i Catalogue of Life.